# Équipe cycliste Inteja-Imca-Ridea DCT
L'équipe cycliste Inteja, anciennement Inteja-Imca-Ridea DCT est une équipe cycliste dominicaine créée en 2015 et ayant le statut d'équipe continentale jusqu'en 2020. Actuellement, elle évolue au niveau amateur.

## Histoire de l'équipe

### 2015
L'équipe est créée en 2015, et est ainsi, la première équipe dominicaine professionnelle. 

## Classements UCI
L'équipe participe aux circuits continentaux et principalement à des épreuves de l'UCI America Tour. Les tableaux ci-dessous présentent les classements de l'équipe sur les différents circuits, ainsi que son meilleur coureur au classement individuel.
UCI America Tour
| Saison | Classement par équipes | Meilleur coureur au classement individuel |
| ------ | ---------------------- | ----------------------------------------- |
| 2015   | 22e                    | Diego Milán (78e)                         |
| 2016   | 11e                    | Miguel Luis Álvarez (80e)                 |
| 2017   | 13e                    | Diego Milán (25e)                         |

UCI Europe Tour
| Saison | Classement par équipes | Meilleur coureur au classement individuel |
| ------ | ---------------------- | ----------------------------------------- |
| 2015   | 97e                    | Diego Milán (298e)                        |
| 2016   | 131e                   | Diego Milán (1516e)                       |
| 2017   | 112e                   | Albert Torres (576e)                      |

## Championnats nationaux
- Championnats de République dominicaine sur route : 2
  - Course en ligne : 2016 (Juan José Cueto)
  - Contre-la-montre : 2016 (William Guzmán)

## Inteja-Dominican en 2017[5]

### Effectif
| Cycliste        | Date de naissance | Nationalité            | Équipe 2016                       |  |
| --------------- | ----------------- | ---------------------- | --------------------------------- |  |
| Julio Amores    | 12 mars 1993      | Espagne                | Controlpack-Badia Hortofruits     |  |
| Bernardo Ayuso  | 24 mars 1993      | Espagne                | Gomur-Liébana 2017-Ferroatlántica |  |
| Edward Beltrán  | 18 janvier 1990   | Colombie               | EPM-Tigo-Une-Área Metropolitana   |  |
| Gregory Brenes  | 21 avril 1988     | Costa Rica             | Coopenae Extralum                 |  |
| Juan José Cueto | 26 mai 1992       | République dominicaine | Inteja-MMR Dominican              |  |
| Joel García     | 4 mars 1992       | République dominicaine | Inteja-MMR Dominican              |  |
| William Guzmán  | 6 avril 1992      | République dominicaine | Inteja-MMR Dominican              |  |
| Rafael Márquez  | 15 mai 1991       | Espagne                | Inteja-MMR Dominican              |  |
| Junior Marte    | 23 décembre 1996  | République dominicaine | Inteja-MMR Dominican              |  |
| Diego Milán     | 10 juillet 1985   | République dominicaine | Inteja-MMR Dominican              |  |
| Adrián Núñez    | 1er octobre 1991  | République dominicaine | Inteja-MMR Dominican              |  |
| Ignacio Sarabia | 15 juillet 1983   | Mexique                | Inteja-MMR Dominican              |  |
| Albert Torres   | 26 avril 1990     | Espagne                | Raleigh GAC                       |  |

### Victoires
| Date       | Course                                                    | Pays       | Classe | Vainqueur            |
| ---------- | --------------------------------------------------------- | ---------- | ------ | -------------------- |
| 29/07/2017 | 1re étape du Tour cycliste international de la Guadeloupe | Guadeloupe | 2.2    | Julio Alberto Amores |